# 교상 (외상)
교상(咬傷) 혹은 물린 상처는 동물에 물린 때 생기는 상처이며, 외상 중 하나이다.

## 뱀
독사에 의해 세계에서 연간 50만명이 물려 4만명이 사망하고 있다.